# Крапивня (приток Яни)
Крапивня — река в России, начинается на границе между Псковской и Ленинградской областями, протекает по Лядской волости Плюсского района Псковской области. В неё впадает несколько небольших притоков, например: Галинка, Шумилка. На реке стоит деревня Пустынька (снятая с учёта населённых пунктов в 1983 году). Устье реки находится в 42 км от устья Яни по правому берегу. Длина реки составляет 14 км.

## Данные водного реестра
По данным государственного водного реестра России относится к Балтийскому бассейновому округу, водохозяйственный участок реки — Нарва. Относится к речному бассейну реки Нарва (российская часть бассейна).
Код объекта в государственном водном реестре — 01030000412102000027120.